# ニルマトレルビル・リトナビル
ニルマトレルビル・リトナビル （英: Nirmatrelvir/ritonavir）は、ニルマトレルビルとリトナビルという2つの薬剤が一緒に包装されたパキロビッド（Paxlovid）という商品名で販売されているCOVID-19の治療に用いられる医薬品である。酸素吸入は必要ないがCOVID-19症状の重症化の危険性が高い患者に用いられ、発症から5日以内に使用し始める。投与法は経口投与である。
一般的な副作用は、味覚異常、下痢、高血圧、筋肉痛などである。妊娠中の人への投与の安全性は不明である。腎臓や肝臓に重度の障害ある患者には使用するべきではない。複数の薬物相互作用があり、ホルモン避妊薬はそのうちの1つである。パキロビッドには、SARSコロナウィルス2の主要プロテアーゼ阻害薬であるニルマトレルビルとCYP3A阻害薬であるリトナビルが含まれている。
英国で、この合剤が医療用として承認されたのは2021年12月である。また同じ時期に、米国では緊急使用許可が認められた。2021年、米国政府は、1コース530米ドルの治療薬を1,000万コース分購入し、これらを無料で米国市民に提供した。